# Roger Meyrath
Roger Meyrath (1915 – 2009) was een Luxemburgs kunstschilder.

## Leven en werk
Roger Meyrath was een zoon van spoorwegbeambte Jacques Meyrath en Thérèse Petit. Hij was jarenlang, in verschillende functies, werkzaam bij de Steuer und Akzisenverwaltung (belasting- en accijnsadministratie). In 1940 trouwde hij met Henriette Katharina Heirend, zij kregen twee kinderen. Het gezin woonde onder meer in Bettemburg, Ettelbruck, Vianden, Bettborn, Luxemburg-Stad en Biwer.
Meyrath ontving zijn artistieke scholing op de avondcursus van Pierre Blanc en op het atelier van Jean Schaack. Hij sloot zich aan bij de Cercle Artistique de Luxembourg (CAL) en exposeerde vanaf 1948 op de jaarlijkse salons. Hij toonde zijn werk op tentoonstellingen in binnen- en buitenland. Solo exposeerde hij onder meer in Flatzbour (1980), Finsterthal (1987) en Galerie St. Michaël in Luxemburg-Stad (1988). 

## Onderscheidigen
- 1963 1e prijs Salon international des Finances, Antwerpen
- 1969 zilveren medaille Prix Victor Chocquet, Vichy
- 1975 1e prijs Salon international des Finances, Parijs
- 1979 1e prijs op de schilder- en fototentoonstelling, geoorganiseerd door Fisc-Art in Galerie Wierschem, Luxemburg
- 1988 2e prijs Salon des Arts et Loisirs, Esch-sur-Alzette
- 1995 Prix Joseph Bech, Luxemburg

- Musée national d'archéologie, d'histoire et d'art: lkl004133